# Колодянка (станція)
Колодянка — проміжна станція 5-го класу Коростенської дирекції Південно-Західної залізниці (Україна), розміщена на дільниці Звягель I — Шепетівка між станцією Орепи (відстань — 10 км) і зупинним пунктом Мирославль (5 км). Відстань до ст. Звягель I — 21 км, до ст. Шепетівка — 42 км.
Розташована в однойменному селі Звягельського району.
Відкрита 1916 року.